# Helictopleurus giganteus
Helictopleurus giganteus là một loài bọ cánh cứng trong họ Bọ hung (Scarabaeidae).